# Литфасс, Эрнст

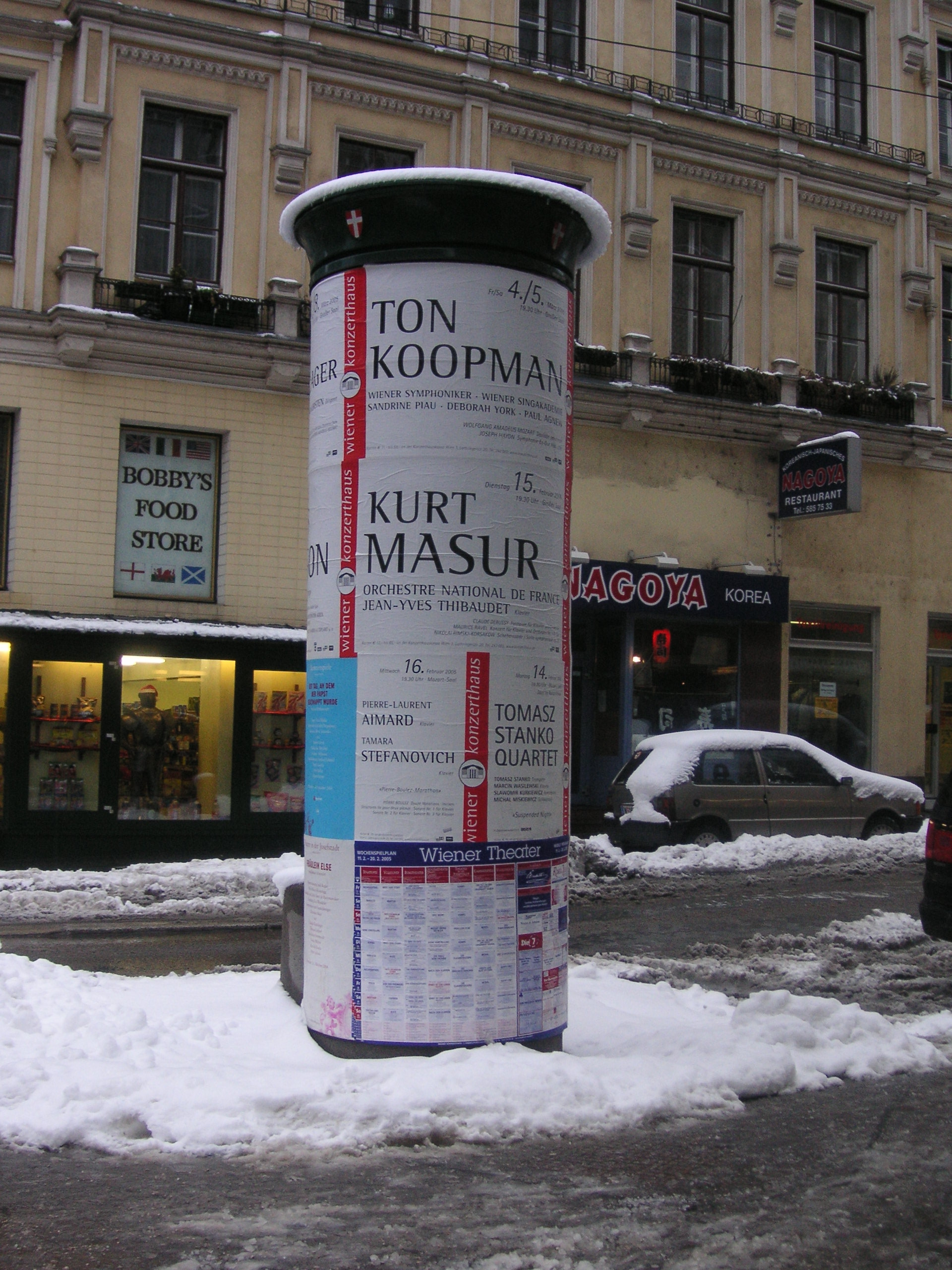
Афишная тумба Литфаса в центре Вены

Эрнст Амандус Теодор Литфас (нем. Ernst Litfaß; 11 февраля 1816, Берлин — 27 декабря 1874, Висбаден) — немецкий издатель и изобретатель рекламной афишной тумбы.

## Биография
В 1846 году Литфас унаследовал большую типографию и сумел не только не растерять, но и приумножить семейное состояние. Помимо обычных ежедневных газет, его издательство одним из первых начало выпускать что-то вроде аналога журнала «Афиша» — газетный листок, целиком отданный под расписание и обзоры культурных событий Берлина.
В XIX веке имя Э. Литфаса стало знакомо почти каждому жителю немецкой столицы. Успешный издатель и король наружной рекламы прославился, благодаря изобретению рекламной тумбы, которую в Германии до сих пор называют в его честь — Litfaßsäule. 
Предложив властям города для борьбы с рекламой в неположенных местах, он в 1855 году, получил разрешением на установку рекламных тумб и на 10 лет приобрёл у города право эксклюзивной расклейки объявлений. Это значит, что все афиши, которые помещались на цилиндрическую поверхность, были напечатаны в его собственной типографии, обеспечив её заказами и стабильным доходом на годы вперед. Единственным исключением были государственные указы и постановления — их приходилось клеить бесплатно. В первый же год в Берлине было установлено 100 афишных тумб. Чуть позже — ещё 50.
Во время Австро-прусско-итальянской войны 1866 года Литфас открыл ещё одну полезную функцию своего изобретения: на тумбах начали печатать оперативные сводки с фронта. Особенно пригодились они в ходе Франко-прусской войны 1870—1871 годов. За публикацию рекордного количества военных депеш — их было 192 — берлинский издатель был награждён прусским Орденом Короны, одной из самых высоких наград того времени.
Э. Литфас избавил Берлин от беспорядочно расклеенной рекламы и сделал городу подарок, который местные жители любят и ценят до сих пор.

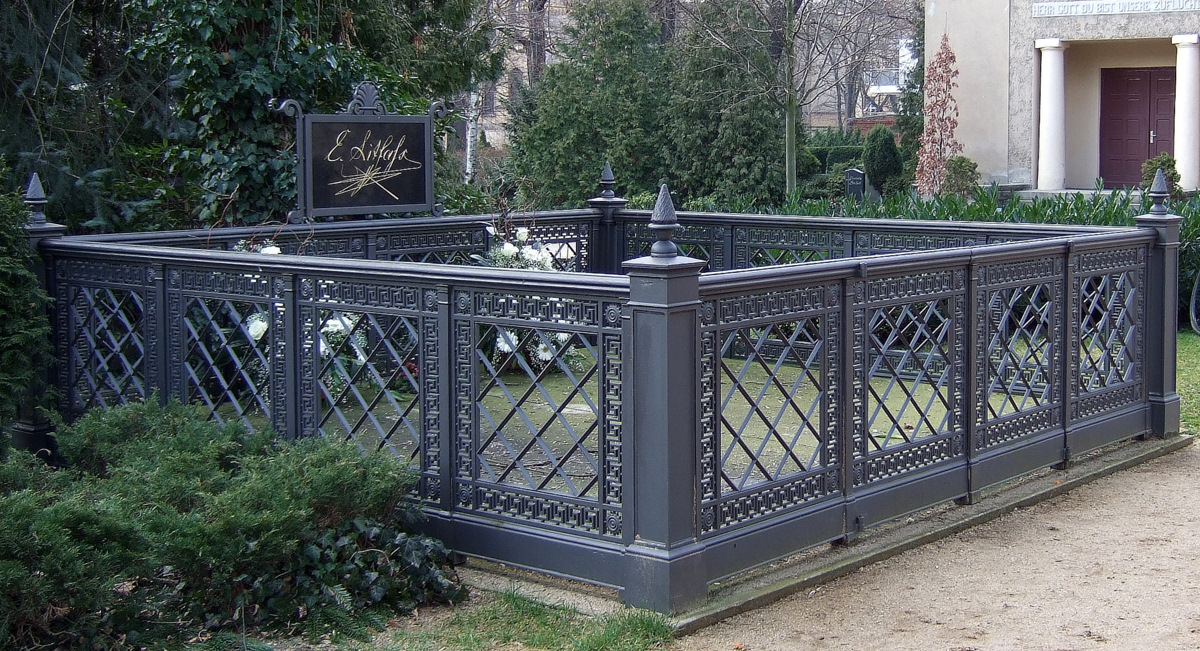
Могила Э. Литфаса на Доротеенштадтском кладбище в Берлине

## Память
- В центре Берлина на Мюнцштрассе в его честь установлена бронзовая афишная тумба, на которой нет ни единого объявления. Вместо бумажных плакатов на ней выбит портрет Эрнста Теодора Амандуса Литфаса.
- В немецкой столице также есть площадь Литфаса и печатная школа Ernst-Litfaß-Schule.